# Йосиф Гаганець
Йосиф Гаганець (також Ґаґанець, словац. Jozef Gaganec; 25 березня 1793, Вишній Тварожець — 22 грудня 1875, Пряшів) — руський (український) церковний діяч, другий єпископ Пряшівської греко-католицької єпархії в 1843—1875 роках.

## Життєпис
Народився 25 березня 1793 року у Вишньому Тварожцю (сьогодні Словаччина). 8 березня 1817 року висвячений на священика Мукачівської греко-католицької єпархії. 30 січня 1843 року Апостольський Престол потвердив його на єпископа Пряшівської греко-католицької єпархії. Єпископська хіротонія відбулась 25 червня 1843 року. Головним святителем був єпископ мукачівський Василь Попович, а співсвятителями — титулярний архієпископ Кесарії Каппадокійської мехітарист Аристарх Азарян і єпископ дієцезії Санкт-Пельтен Йоганн Міхаель Леонгард.

## Візитатор василіян
За дорученням кардинала Яноша Щітовського 18-27 вересня 1856 року в супроводі крилошанина Олександра Духновича провів візитацію василіянських монастирів Свято-Миколаївської провінції на Закарпатті, а з 11 до 14 серпня 1858 року на доручення кардинала Фрідріха Шварценберґа з крилошанином Духновичем і секретарем о. Віктором Ладомирським здійснив візитацію галицьких василіянських монастирів та 16-20 серпня 1858 року головував на провінційній капітулі в Добромилі.
Помер у Пряшеві 22 грудня 1875 року.

## Нагороди
- Командорський хрест ордена Франца Йосифа (1854)[2]